# The Presidents of the United States of America
The Presidents of the United States of America er en rock gruppe fra USA.

## Diskografi
- The Presidents of the United States of America (1995)
- II (1996)
- Pure Frosting (1997)
- Freaked Out and Small (2000)
- These Are the Good Times People (2008)

| Musikgruppe | Spire Denne artikel om en amerikansk musikgruppe er en spire som bør udbygges. Du er velkommen til at hjælpe Wikipedia ved at udvide den. |